# Phù Ninh (xã)
Phù Ninh là một xã thuộc huyện Phù Ninh, tỉnh Phú Thọ, Việt Nam.
Xã Phù Ninh có diện tích 12,99 km², dân số năm 1999 là 7.298 người, mật độ dân số đạt 562 người/km².